# Месяц-Затаеный (герб)
Месяц-Затаеный (пол. Zatajony Miesiąc, Domaradzki, Miesiąc Zatajony) — польский дворянский герб.

## Описание
В голубом поле серебряная подкова, шипами обращённая вверх, в середине неё золотая звезда, а над ней полумесяц, рогами обращённый вверх.

## Герб используют
Dolibowski, Rafałowicz,
Домарадские (Domaradzki), в прежнем Бржеско-Куявском Воеводстве. Из них Андрей-Иван в 1713 году владел там же деревнею Опарувек.